# Tommy Finney
Thomas „Tommy“ Finney (* 6. November 1952 in Belfast) ist ein ehemaliger nordirischer Fußballspieler. Der Mittelfeldspieler und Stürmer war vor allem für seine Zeit beim englischen Klub Cambridge United bekannt, nachdem er zuvor zweimal knapp eine Teilnahme an der höchsten englischen Spielklasse verpasst hatte. Darüber hinaus absolvierte er 14 A-Länderspiele zwischen 1974 und 1980 für die nordirische Nationalmannschaft und war Teil des Kaders der WM-Endrunde 1982 in Spanien. Dabei kam er jedoch nicht zum Einsatz.

## Sportlicher Werdegang
Finney erlernte das Fußballspielen in der Jugendabteilung des heimischen Linfield FC. Mit gutem Talent ausgestattet, versuchte er sich mit einem Vorspielen beim englischen Spitzenklub Manchester United, konnte sich auch aufgrund seines Heimwehs dort nicht empfehlen und reiste lieber zurück nach Nordirland, wo er zunächst für den Distillery FC und danach für den Crusaders FC seine ersten Erfahrungen im Profibereich machte. Der gelernte Rohrschlosser gewann mit den Crusaders im Jahr 1973 die nordirische Meisterschaft und schoss auf dem Weg dorthin 17 Tore. Dadurch empfahl er sich auch den englischen Profiklubs und so verpflichtete ihn im August 1973 der Zweitligist Luton Town für eine Ablösesumme von 17.000 Pfund. Unter Trainer Harry Haslam schlug der Neuzugang auf Anhieb ein und nach zwei Toren gleich bei seinem Debüt gegen Carlisle United im September 1973 folgten Treffer in den drei anschließenden Partien. Finneys Spielweise in Mittelfeld und Angriff war bei Zeiten sehr unterhaltsam und seine häufigen Interaktionen mit den Zuschauern wurden im Buch Fever Pitch von Nick Hornby thematisiert. So rasch Finneys Stern in Luton aufging, so schnell verglühte er danach und so verkam Finney auf dem Weg zur Zweitliga-Vizemeisterschaft zu einer Randfigur. Ihm blieb zum ersten Mal in seiner Laufbahn der Weg in die höchste englische Spielklasse verwehrt und er wurde stattdessen im Sommer 1974 an den Zweitligisten AFC Sunderland für 70.000 Pfund weitergereicht – als wesentlicher Grund dafür galten auch finanzielle Probleme bei Luton Town.
In Sunderland blieb die erhoffte Neubelebung aus und in zwei Jahren stand er nur insgesamt acht Mal in der Startelf für eine Zweitligapartie der „Black Cats“. Dessen ungeachtet absolvierte er in dieser Zeit seine ersten acht Länderspiele für die nordirische Nationalmannschaft und traf dabei bei seinem Einstand am 4. September 1974 gegen Norwegen (1:2). Sein zweites (und letztes) Länderspieltor folgte am 23. Mai 1975 gegen Wales (1:0) – für die Nationalelf wurde er (im Gegensatz zum Verein) oft im Angriff in vorderster Reihe eingesetzt. In Sunderland wurde er hingegen erneut aussortiert nach dem 1976er Gewinn der Zweitligameisterschaft, womit sich sein Schicksal von 1974 wiederholte. Stattdessen ging es für ihn gleich zwei Spielklassen tiefer für 10.000 Pfund zu Cambridge United.
In Cambridge sollte er schließlich sein Glück finden und er half in den ersten beiden Jahren mit zwei Aufstiegen hintereinander in den Spielzeiten 1976/77 und 1977/78 den Klub in die Zweitklassigkeit zu befördern. Kehrseite der Medaille war, dass er bis Oktober 1979 für Nordirland nach seiner Sunderland-Zeit nicht mehr berücksichtigt worden war. In seinem letzten Länderspieljahr 1980 war er dann jedoch Teil der Mannschaft, die die British Home Championship gewann. Zwei Jahre später war Finney Teil des nordirischen Kaders für die WM-Endrunde 1982 in Spanien, blieb dort jedoch ohne Einsatz. Oft wurde in Cambridge über einen Weggang zu einem größeren Klub spekuliert, der aber nie zustande kam. So absolvierte er für den Verein fast 300 Pflichtspiele und erst in der Abstiegssaison 1983/84 wurde er im Februar 1984 an den FC Brentford transferiert. Im selben Jahr beendete er seine Profilaufbahn und er spielte zuletzt im Amateurbereich für Cambridge City, Ely City, March City und den FC Histon. Für Ely City und den FC Histon arbeitete er später zusätzlich als Trainer. In seinem beruflichen Leben außerhalb des Fußballs arbeitete Finney in Cambridge für einen Sicherheitsdienst.

## Titel/Auszeichnungen
- Nordirische Meisterschaft (1): 1972/73
- British Home Championship (1): 1979/80